# Salmo 49
Il salmo 49 (48 secondo la numerazione greca) costituisce il quarantanovesimo capitolo del Libro dei salmi.
È tradizionalmente attribuito ai figli di Core.

## Contenuto
Il Salmo affronta  il problema della retribuzione e della felicità soltanto apparente degli empi. Il Salmo 49 è un’istruzione in forma di preghiera a proposito delle più fondamentali esperienze umane e dei vissuti che esse suscitano: il timore per lo svanire dei propri giorni, la minaccia di essere sopraffatti dal male, la promessa illusoria della ricchezza e della fama, l’insopprimibile desiderio umano di vita, e l’affidamento di sé a Dio.